# Hasle KFUM
 Ikke at forveksle med Århus KFUM/Hasle.
Hasle KFUM eller IF Hasle KFUM er en dansk håndboldklub i Hasle i det vestlige Aarhus. Klubbens bedste damehold har spillet i 2. division, og det bedste herrehold har spillet i 3. division.
Hasle KFUM arrangerer årligt en ungdomsturnering i samarbejde med Tivoli Friheden kaldet Tivoli Cup Friheden for ungdomshold.
Foruden primæraktiviteten håndbold, har klubben også en mindre badmintonafdeling.